# Christian Bruderer
Christian Bruderer (ur. 10 grudnia 1968) – gwatemalski narciarz alpejski, olimpijczyk. Jego bratem jest Carlos Andrés, również narciarz alpejski.
Na igrzyskach w Calgary brał udział w trzech konkurencjach. Slalomu giganta oraz slalomu nie ukończył (po pierwszym przejeździe w slalomie był 55., jednak nie ukończył drugiego). Składającego się z jednego przejazdu supergiganta ukończył na 50. miejscu, wyprzedzając siedmiu sklasyfikowanych zawodników oraz tych, którzy nie ukończyli i zostali zdyskwalifikowani (było ich 37).
Christian Bruderer był najmłodszym reprezentantem Gwatemali na tych igrzyskach (miał ukończone nieco ponad 19 lat i dwa miesiące).

## Osiągnięcia

### Zimowe igrzyska olimpijskie
Opracowano na podstawie materiału źródłowego:
| Igrzyska      | Konkurencja                                      | Wynik | Miejsce |
| ------------- | ------------------------------------------------ | ----- | ------- |
| Calgary 1988  |                                                  |       |         |
| slalom        | 1. przejazd – 1:19,30 2. przejazd – nie ukończył | DNF   |         |
| slalom gigant | DNF                                              | DNF   |         |
| supergigant   | 2:05,99                                          | 50.   |         |